# 프란체스코 칠레아

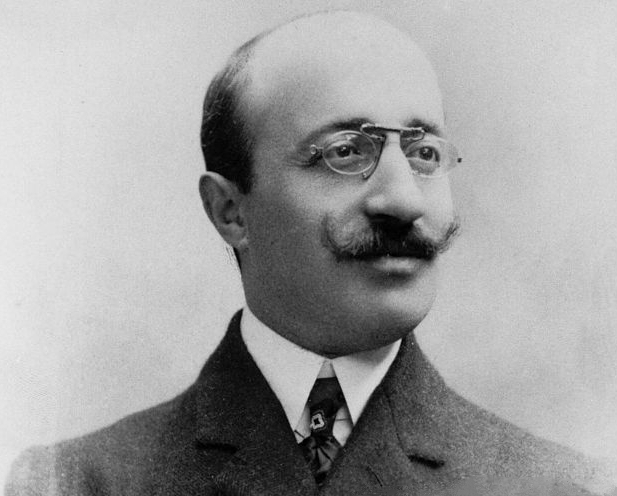
프란체스코 칠레아

프란체스코 칠레아(이탈리아어: Francesco Cilea, 1866년 7월 26일 ~ 1950년 11월 20일)는 이탈리아의 오페라 작곡가이다. 대표작으로 《아드리아나 르쿠브뢰르》가 있다.

## 일대기
프란체스코 칠레아는 레조 칼라브리아 근방 팔미에서 태어났다. 그는 4살 때 빈첸초 벨리니의 노르마를 듣고 굉장히 좋아하며, 일찍이 음악에 대한 관심을 드러냈다. 그는 나폴리에 산 피에트로 아 마이엘라 음악원에서 음악을 공부하였고, 그곳에서 근면성과 뛰어난 재능을 보여주며, 교육부 장관에게 금메달을 수상받기도 하였다.
다시 1902년 11월 6일 밀라노의 리리코 극장에서 4막의 오페라 《아드리아나 르쿠브뢰르》의 초연을 올리자, 열광적인 반응을 얻게 되었다.
칠레아는 그에게 명예 시민권을 제공하고, 말년을 보냈던 리구리아의 마을인 바라체에서 1950년 11월 20일 사망하였다. 음악원과 레조 칼라브리아의 공공극장은 그를 기리며 이름을 개명하였고, 칠레아가 태어난 고향 팔미는 칠레아를 위해 오르페우스 신화의 장면으로 장식한 Mausoleum을 지었다.

## 작품

### 오페라
- 1889년 9일 2월 Gina (산 피에트로 음악원 마젤라 극장 극장, 나폴리).
- 1892년 4월 7일 La Tilda (팔리아노 극장, 피렌체).
- 1897년 11월 27일 L'arlesiana (리리코 극장, 밀라노).
- 1898년 10월 22일 L'arlesiana [개정판] (밀라노).
- 1902년 11월 6일 아드리아나 르쿠브뢰르 (밀라노 리리코 극장).
- 1907년 4월 15일 Gloria (라 스칼라 극장, 밀라노년).
- 1910년 L'Arlesiana [두 번째 개정판]
- 1932년Gloria [개정판]
- 1937년 L'Arlesiana [세 번째 개정판]

### 기타 작품
- Foglio d'album op. 41
- Gocce di rugiada
- L'arcolaio
- Melodia in fa maggiore
- Poema Sinfonico in onore di G. Verdi
- Romanza in la maggiore
- Sonata in re maggiore op. 38 per violoncello e pianoforte
- Valzer in re bemolle maggiore

## 참고 문헌
- La dolcissima effigie. Studi su Francesco Cilea; a cura di Gaetano Pitarresi. (Reggio Calabria, Laruffa, 1994), (reprinted 1999).
- Francesco Cilea : documenti e immagini; a cura di Maria Grande. (Reggio Calabria : Laruffa, 2001). ISBN 88-7221-172-7 .
- Francesco Cilea e il suo tempo: Atti del Convegno Internazionale di Studi (Palmi-Reggio Calabria, 20-22 ottobre 2000), a cura di Gaetano Pitarresi. (Reggio Calabria, Edizioni del Conservatorio di Musica "F. Cilea", 2002).